# Pistill

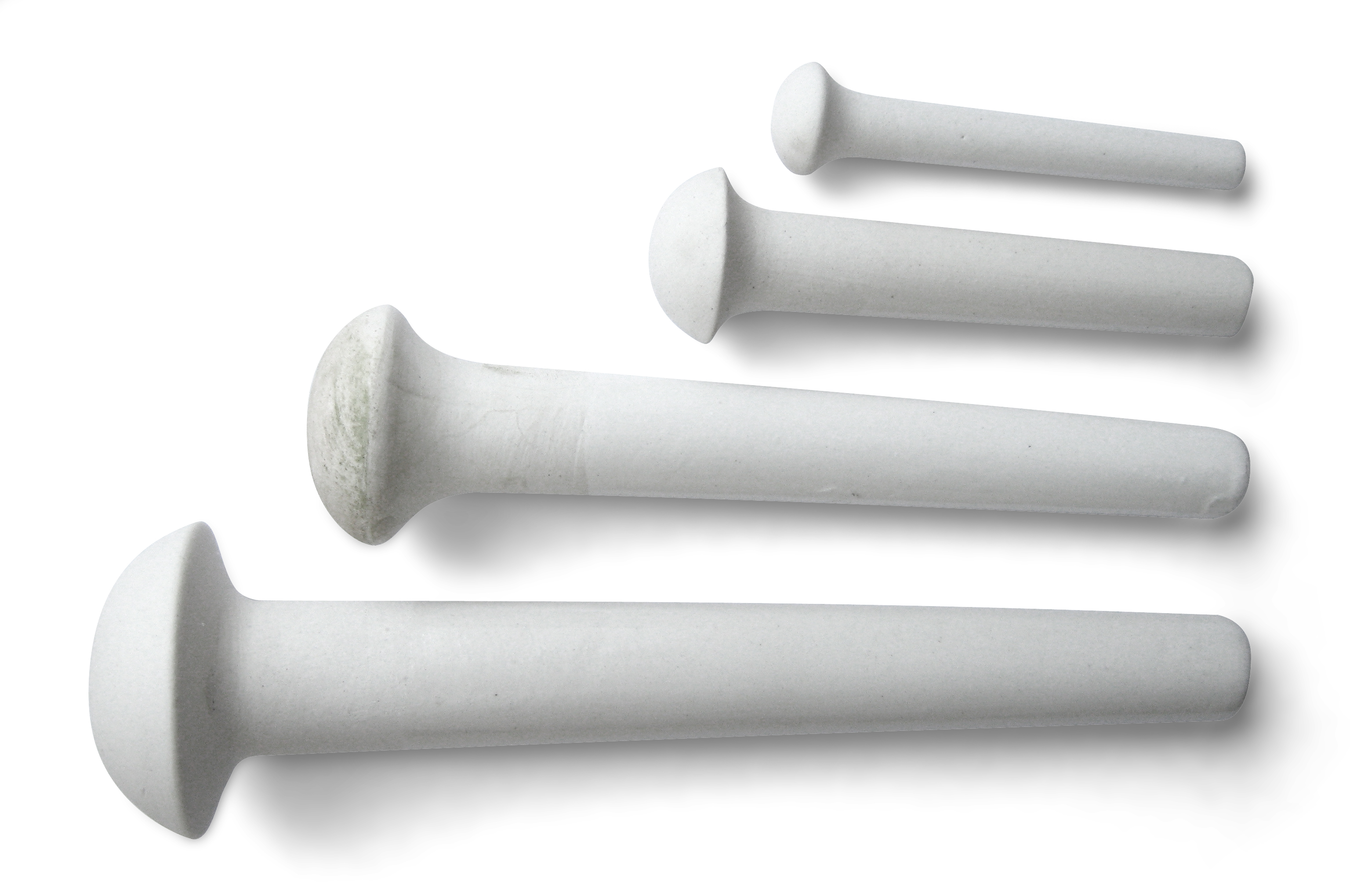
Verschieden große Pistille

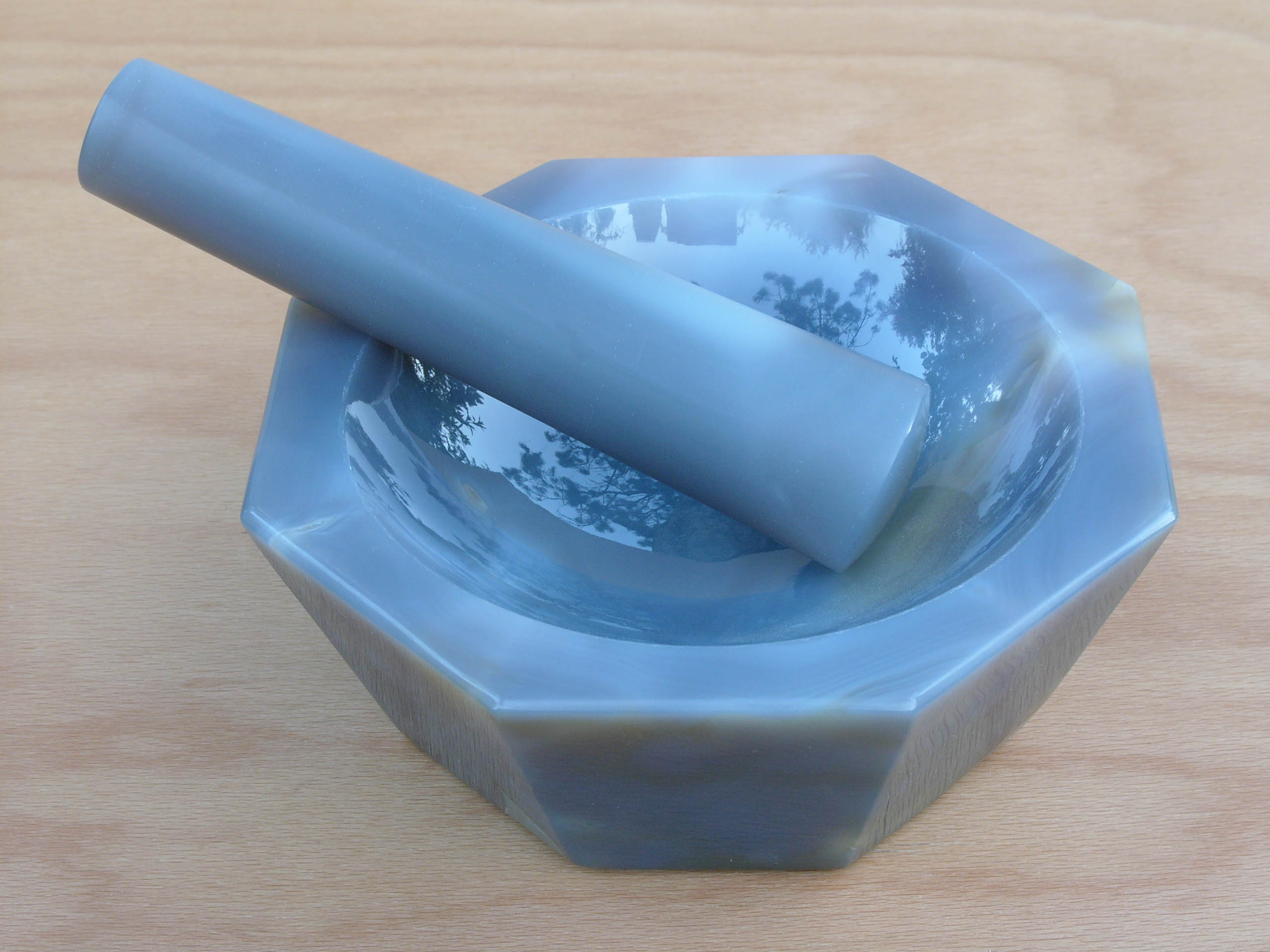
Mörser und Pistill aus Achat

Das Pistill (in Mittelamerika Mano genannt) ist ein Werkzeug, mit dem Reibegut in einer starkwandigen Reibschale zerkleinert wird oder das zur Herstellung von Salben und Cremes in einer Fantaschale genutzt wird. Bei dem Pistill zur Nutzung in einer Reibschale ist die Arbeitsfläche (das kugelförmige Ende) angeraut, wodurch die Reibung verstärkt wird. Dagegen ist das Pistill zur Herstellung halbfester Zubereitungen in der Apotheke glatt.
Schon in der Steinzeit wurde das Pistill zum Zermahlen verwendet. Ein archäologischer Fund, der von etwa 3000 v. Chr. datiert ist, ist das Pistill von Cappel in Hessen.
Sprachlich verwandt ist Pesto (von ital. pestare „zerstampfen“), eine Sauce, die ursprünglich in einer Reibschale hergestellt wird.

## Ähnliche Geräte
Stößel werden zum Zerstoßen von Material in einem Gefäß verwendet, sie müssen daher nicht zum Reiben geeignet sein. Oft soll aber das zerstoßene Material anschließend mit demselben Werkzeug weiter zerrieben werden. Deshalb sind viele Stößel zugleich auch Pistille und können dann auch so bezeichnet werden.
Die Bezeichnung Reibekeule (seltener: Reibkeule) gilt vor allem für größere Werkzeuge derselben Art, die in der Küche verwendet werden.
Eine ähnliche Funktionsweise wie das Pistill hat der Glasläufer zum Anreiben von Pigmentfarben.

## Mörser-Pistill-Prinzip in der Zahnmedizin

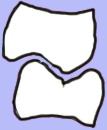
Mörser-Pistill-Prinzip beim Zusammenbiss der Molaren

Das Zerkleinern der Nahrung erfolgt dadurch, dass  die Höcker und Grübchen der Ober- und Unterkieferzähne mittels Mörser-Pistill-Prinzip wirken können.